# Guns & Ammo
A Guns & Ammo é uma revista dedicada a  armas de fogo, caça, tiro competitivo, recarga e outras atividades relacionadas a tiro nos Estados Unidos.
A revista oferece resenhas sobre armas de fogo, munições, ótica e equipamento de tiro. Também estão incluídos artigos históricos, colecionismo de armas, recursos de autodefesa, entrevistas com celebridades e informações relacionadas à política de armas. Além dos departamentos, cada edição contém diversos artigos em destaque e perfis da indústria de armas de fogo, bem como avaliações técnicas de novos produtos. Tem um total de leitores impressos e digitais de 10,2 milhões por mês, incluindo uma taxa de repasse de 12 por cópia de acordo com a MediaMark Research Inc. (MRI). A Guns & Ammo é publicado mensalmente.

## Histórico
A Guns & Ammo foi fundada por Robert E. Petersen em 1958 e apresentou escritores de armas famosos como P.O. Ackley, Craig Boddington, Jeff Cooper, Garry James, Bill Jordan, Elmer Keith, Bob Milek, Patrick Sweeney, Coronel Townsend Whelen e John Wooters. O ex-presidente da National Rifle Association Charlton Heston escreveu uma coluna sobre direitos de armas para a revista intitulada "From the Capitol" até 2007.
Atualmente, a revista Guns & Ammo publica colunas escritas por Eric R. Poole (Editorial), Garry James (Gun Room), Richard Nance (Gun Tech), Jeremy Stafford (Handgunning), Tom Beckstrand (Rifles & Glass), SGM Kyle E aposentado Lamb (Lock, Stock & Barrel), Dave Emary (Bullet Board) e Keith Wood (Spent Cases).